# ارمیا در حال زاری از ویرانی اورشلیم
ارمیا در حال زاری از ویرانی اورشلیم (انگلیسی: Jeremiah Lamenting the Destruction of Jerusalem) نقاشی ۱۶۳۰ اثر رامبرانت است. این یکی از مشهورترین آثار دوره لیدن او است.